# Пасечное (Пензенская область)
Пасечное — село Чардымского сельсовета Лопатинского района Пензенской области. Входит в состав Чардымского сельсовета.

## История
В 1991 году Указом президиума ВС РСФСР центральная усадьба совхоза «Бузовлевский» была переименована в село Пасечное.

## Население
| 1979 | 1989 | 1996 | 2002 | 2010 |
| ---- | ---- | ---- | ---- | ---- |
| 355  | ↘185 | ↘146 | ↘114 | ↘91  |